# Group Home
I Group Home sono un duo hip hop statunitense composto da Lil' Dap (pseudonimo di James Heath) e Melachi the Nutcracker (pseudonimo di Jamal Felder). Salgono alla ribalta come membri del collettivo Gang Starr Foundation. Lil' Dap fa il suo esordio con i Gang Starr nella canzone I'm the Man presente nell'album Daily Operation del 1992. Entrambi appaiono nell'album apprezzato dalla critica del 1994 Hard to Earn, sempre dei Gang Starr, nelle tracce Speak Ya Clout, Words from the Nutcracker e Suckas Need Bodyguards. Nel 1995, il duo pubblica il suo primo album, Livin' Proof. L'album è ben accolto dalla critica specializzata, anche grazie alle produzioni curate da DJ Premier, che sono descritte da AllMusic come «capolavori ritmici». L'anno dopo, i Group Home vanno in tournée in Europa con i Cypress Hill, esibendosi in Germania e a Londra. Nel 1999, i Group Home pubblicano il loro secondo album, A Tear for the Ghetto, dove DJ Premier è impiegato su una sola traccia.
Dopo l'uscita del secondo album, il gruppo sparisce dal panorama mondiale: Lil' Dap intraprende progetti solisti e nel 2006 Nas si riferisce ai Group Home nella traccia Where are They Now? inserita nell'album Hip Hop Is Dead.
Nel 2008 i Group Home pubblicano Where Back, disponibile solo per il mercato giapponese e distribuito dall'etichetta nipponica Lastrum Records. Due anni dopo, il duo pubblica negli Stati Uniti Gifted Unlimited Rhymes Universal, distribuito dalla label indipendente BabyGrande Records: il quarto lavoro di Heath e di Felder rivede la partecipazione dei Gang Starr e nell'album sono riportate due tracce presenti in A Tear for the Ghetto in omaggio a Guru, morto alcuni mesi prima. Parte del ricavato dall'album è devoluto al fondo fiduciario del figlio di Guru. Nel 2017 i Group Home pubblicano Foverer sotto un'altra etichetta indipendente, la tedesca Smoke On Records.

## Discografia

### Album
- 1995 - Livin' Proof
- 1999 - A Tear for the Ghetto
- 2008 - Where Back
- 2010 - Gifted Unlimited Rhymes Universal
- 2017 - Forever

### Compilation
- 1995 - Live in London
- 2016 - Group Home Presents Brain Sick Mob - Unrealesed Siccness

### Singoli
- 1994 - Supa Star
- 1995 - Livin' Proof
- 1995 - Express / Run For Your Life
- 1996 - Suspended in Time
- 1996 - East NY Theory
- 1998 - Dial a Thug
- 1999 - The Legacy
- 1999 - Make It In Life / Stupid Muthaf*ckas
- 2000 - Life After This
- 2000 - Real Niggas Don't Die / Beefin' For Rap
- 2001 - Handle Your B.I. / Streetlife (E.N.Y. Story)